# Santo Antônio de Matupi
 (juin 2022).
Santo Antônio de Matupi est une localité faisant partie de la municipalité brésilienne de Manicoré, dans l'État d'Amazonas dans la microrégion du Madeira. La localité s'est formé autour de la route transamazonienne.